# Джонатан (фильм)
«Джонатан» (нем. Jonathan) — немецкий фильм ужасов 1970 года, снятый в ФРГ. Действие фильма происходит в XIX веке. Повстанцы объединяются против вампиров для битвы за жизнь и контроль над цивилизацией.

## Сюжет
Средневековую Германию заполонили вампиры. Они живут в богатых поместьях и замках и питаются кровью деревенских жителей. Недовольные жители организуют подполье, в котором решают, как им уничтожить богатых вампиров. На очередном собрании повстанцев один из выступающих рассказал, что, по имеющейся у него информации, в одном из замков планируется встреча всех кровососов страны, и что было бы хорошо подослать туда какого-нибудь шпиона, чтобы он «взорвал» изнутри вампирское логово и изничтожил всех вампиров. Этим шпионом назначают молодого парня по имени Джонатан. Далее следует повествование о путешествии Джонатана в вампирский замок.

## В ролях
- Юрген Юнг — Джонатан
- Ханс-Дитер Ендрейко (в титрах: Hans Dieter Jendreyko) — Йозеф
- Пауль Альберт Крумм — граф
- Херта фон Вальтер — мать Томаса
- Оскар фон Шаб — профессор
- Илона Грюбель — Элеоноре
- София Штрелов — старая женщина
- Габи Хербст
- Henry Liposca — Gnom
- Christine Ratej — Элизабет

## Критика
В своём первом художественном фильме Х. В. Гайссендерфер обогатил жанр Дракулы не только одержимой искусством фотографией, но и политическим подтекстом: борьба с прекрасным обществом «нежити» часто выглядит как макабрическая аллюзия на студенческие протесты 1968 года. К сожалению, вопреки воле режиссёра, эта интересная попытка попала в прокат лишь в переработанной версии.